# 1291년

## 연호
- 원(元) 지원(至元) 28년
- 일본(日本) 쇼오(正応) 4년
- 쩐 왕조(陳朝) 쭝흥(重興) 7년

## 기년
- 원(元) 세조(世祖) 32년
- 고려(高麗) 충렬왕(忠烈王) 17년
- 쩐 왕조(陳朝) 인종(仁宗) 13년

## 사건
- 5월 18일 - 예루살렘 왕국의 멸망. 십자군의 사실상 종말.
- 8월 1일 - 우리, 슈비츠, 운터발덴 세 개의 칸톤이 뤼틀리(Rütli)에서 동맹을 결성, 스위스 연방을 선언하다.

## 탄생
- 6월 9일 - 프랑스의 작곡가, 이론가 필리프 드 비트리. (~1361년)

### 미상
- 제198대 로마의 교황 교황 클레멘스 6세. (~1352년)